# Karel Komzák
 (mai 2018).
Si vous disposez d'ouvrages ou d'articles de référence ou si vous connaissez des sites web de qualité traitant du thème abordé ici, merci de compléter l'article en donnant les références utiles à sa vérifiabilité et en les liant à la section « Notes et références ».
Karel Komzák, né à Prague le 8 novembre 1850 et mort le 23 avril 1905, est un compositeur bohémien d'origine viennoise, célèbre pour ses danses.

## Biographie
Komzák est né à Prague en 1850. Après une formation auprès de son père, Karl Komzak, il étudie le violon, la théorie musicale et la direction d'orchestre au Conservatoire de Prague entre 1861 et 1867. En mars 1869, il rejoint l'orchestre du 11e régiment d'infanterie dirigé par son père à Linz, comme violoniste et comme baryton.
Lorsque le poste de chef d'orchestre au 7e régiment d'infanterie devient vacant en 1871, Komzák y postule et est accepté, en prenant ses nouvelles fonctions à Innsbruck, à l'âge de 21 ans. Pendant cette période, il vient à connaître la musique folklorique du Tyrol, ce qui influence les chœurs qu'il a écrits pour le Innsbruck Liedertafel Choir, dont il était également maître de chapelle.
Son rêve de longue date de venir à Vienne se concrétise en 1882 quand il est appelé dans la capitale pour prendre en charge les fonctions de chef d'orchestre au 84e régiment d'infanterie. C'est alors qu'il est avec ce régiment que sa renommée s'étend progressivement tout au long de l'Empire autrichien. 
Une contribution importante de Komzák au développement de la musique militaire autrichien a été l'utilisation d'instruments à cordes. Son groupe contenait pas moins de quatorze premiers violons et pouvait donc être comparé favorablement avec l'orchestre de concert habituel de la période. Les visites fréquentes et généralisées menées par Komzák avec son orchestre du régiment ont été partout accueillies avec des acclamation.
En 1892 Komzák a donné congé de son régiment pour des raisons de santé et a déménagé à Baden, quelque quatorze miles au sud-ouest de Vienne, où l'année suivante il reprend la direction de l'Orchestre Spa. Dans l'intervalle, le 20 septembre 1892, il donne un concert d'adieu à Vienne.
Il meurt le dimanche de Pâques, le 23 avril 1905, âgé de 54 ans. En tentant de sauter dans un train au départ de la gare de Baden, il glisse et tombe sous les roues. Il est inhumé à Baden mais, en novembre suivant, ses restes sont exhumés et transférés au cimetière central de Vienne, où il s'est vu offrir une sépulture honorable par les autorités de la ville. Un monument, montrant le compositeur avec le bâton à la main, a été érigé sur sa tombe en 1907.
Son fils Karel Komzák III (1878-1924) est aussi compositeur.

## Interprétations notables
Deux de ses œuvres sont interprétées au concert du nouvel an à Vienne : 
- En 2021, la valse Bad'ner Mad'ln, op. 257,sous la direction de Ricardo Mutti.
- En 2024, la marche Erzherzog Albrecht-Marsch, op. 136, sous la direction de Christian Thilemann